# 勇骨龜鹿膠
勇骨龜鹿膠是只有鹿角和龜板的中藥製劑，其組成比例為鹿角一：龜板一，其劑型為膠塊劑，其製作方式中採用40℃真空低溫濃縮抽取，不會因製作過程的長期高溫而破壞膠質，其膠塊軟硬適中，入溫水即化，顏色為透明琥珀色，須以18℃冷藏保存，價位較一般中藥昂貴。能夠加強經絡的行走，龜板強化任脈的運行，鹿角則可以提升督脈的運行，用以病後衰弱、滋養強壯、精力增進、消除疲勞，具補陰補陽之效。
。
- 龜鹿二仙膠（龜鹿二仙膏）因其組成中有四種中藥材（鹿角、龜板、人參、枸杞），所以中藥房一般又簡稱為四珍膠（四珍膏）。
- 龜鹿膠因其組成中只有二種中藥材（鹿角、龜板），所以中藥房一般又簡稱為純二仙（二仙膠；二仙膏）。

## 概　　述
清朝．汪昂編纂＜本草備要＞引用李時珍曰：龜、鹿皆靈而壽，龜首常藏向腹，能通任脈，故取其甲以補精、補腎、補血，以養陰也。鹿鼻常返向尾，能通督脈，故取其角以補命、補精、補氣，以養陽也。
方中鹿角補陽，龜板補陰，陰陽並補，能浚補陰陽以生氣血精髓。

## 組成比例
鹿角一：龜板一。